# استان مهدیه
استان مهدیه (به عربی: ولایة المهدیة) یکی از بیست و چهار استان‌های تونس است. فاطمیان نخستین پایتخت خود را در مهدیه در ساحل شرقی تونس برپا کردند.

## خصوصیات
استان مهدیه ۲٬۹۶۶ کیلومترمربع مساحت و طبق سرشماری ۲۰۱۴ تونس ۴۱۰٬۸۱۲ نفر جمعیت دارد.